# DJK Augsburg-Hochzoll
Die DJK Augsburg-Hochzoll ist ein Sportverein aus Augsburg, der Mitglied im DJK-Sportverband („Deutsche Jugendkraft“) ist. Bekannt ist der Verein für seinen jahrelangen Spitzensport in den Bereichen Faustball, Handball, Fußball und Volleyball.
Der Verein hat etwa 1.400 Mitglieder in zehn Abteilungen und gehört zu den großen Sportvereinen in Augsburg. Er ist 1999 aus der Fusion der Sportvereine DJK Hochzoll 62 und DJK Sportbund entstanden. Die Sternschützen (1976 aufgenommen von der DJK Hochzoll 62) als älteste Abteilung des Vereins können auf eine mehr als 100-jährige Tradition zurückblicken, womit der Verein auch einer der ältesten Sportvereine in Augsburg ist. Vorstand des Vereins ist Martin Doller. Der Verein verfügt über ein Vereinsgelände in der Augsburger Zugspitzstraße inklusive einer Gaststätte mit Kegelbahnen und Schießstand,  eine vereinseigene Dreifachturnhalle, die Hochzoller Zwölf-Apostel-Halle, die umfassend saniert wurde, sowie eine Beachvolleyballanlage im Freibad an der Friedberger Straße.

## Faustball
Die DJK Sportbund Augsburg war jahrelang im deutschen Faustball führend. Von 1972 bis 1982 spielte der Verein in der Faustball-Bundesliga und konnte dort mehrmals einen dritten Platz erreichen. Im Zuge des Bedeutungsverlustes des Faustballs löste sich die Abteilung später auf.

## Volleyball
Die Frauen-Volleyball Mannschaft konnte Ende der 1990er Jahre den Aufstieg in die 2. Bundesliga Süd realisieren. Unter dem Namen eines Sponsors (DJK Augsburg-Harlekin) gelang unter Trainer Peter Götz der Aufstieg in die 1. Bundesliga, wo der Spielbetrieb dann durch Abtretung der Mannschaft an einen ausgelagerten Verein, den VC Harlekin Augsburg, durchgeführt wurde. Im Jahr 2004 kam der Zwangsabstieg des VC Harlekin Augsburg wegen finanzieller Schwierigkeiten aus der 1. Bundesliga. Nach einem Neuanfang schaffte die DJK Augsburg Hochzoll wieder den Aufstieg in die 2. Bundesliga. Auf Grund von Bedenken des Vereins wurde der Spielbetrieb erneut ausgelagert und eigenverantwortlich von einem Investor betrieben. Differenzen mit dem Investor veranlassten die DJK Augsburg Hochzoll sich nach der Saison 2010/11, trotz sportlichem Erfolg, aus dem Spielbetrieb zurückzuziehen. Fokussiert auf ambitionierten Amateursport spielt die DJK mit ihrer ersten Frauenmannschaft in der Dritten Liga Ost. Das Team, das von den Trainern Fabian Brenner und Christian Hurler trainiert wurde, etablierte sich in der Saison 2014/15 in der dritten Liga und gehört zu den festen Größen im Volleyballsport der Region. Seit der Saison 2015/16 trainiert Nikolaj Roppel das Team und führte es bis zur Spitze der Liga. In der Saison 2016/17 wurde erneut der Vizemeistertitel errungen.
Die DJK Augsburg-Hochzoll betreibt im Augsburger Fribbe Freibad eine der schönsten Beachvolleyball-Anlagen Bayerns. Mittlerweile umfasst die Anlage fünf Felder und war auch Austragungsort der Bayerischen Beachvolleyballmeisterschaften 2015, 2016 und 2018, die teils im Fribbe, teils auf extra aufgeschütteten Feldern auf dem Rathausplatz stattfanden.

## Handball
Die Frauen-Handballmannschaft spielte von 1993 bis 2003 fast ununterbrochen in der 2. Handball-Bundesliga-Süd. 1994 gelang der sportliche Aufstieg in die 1. Bundesliga. Dieser wurde jedoch vom DHB wegen eines angeblichen Formfehlers bei einer Einwechslung verwehrt.

## Fußball
Die DJK Hochzoll verfügt auch über eine Fußball-Abteilung, deren erste Männermannschaft 2018/19 in der A-Klasse Augsburg Ost spielte. Nach Abschluss der Saison wurde die Mannschaft allerdings vom Spielbetrieb zurückgezogen.